# Арета I
Арета (Харітат) I (д/н — бл. 140 до н. е.) — 1-й цар Набатеї в 168—140 роках до н. е.

## Життєпис
Про нього відомо лише з напису в Елусі, де йдеться, що 168 року до н. е. Арета став царем. Втім напис досліджено недостатньо, а на сьогодні його втрачено. Тому висуваються сумніви, що Арета став засновником Набатейського царства. Разом з тим перебіг подій свідчить на користь Арети. Втім у 1992 році знайдено папірус, названий «Міланським», у якому поет Посідіпп згадує набатейського царя (басилевса), що правив у середині III ст. до н. е. Ім'я його розшифровано як «Маліку». Втім дослідники схильні вважати того лише вождем об'єднаних набатейських племен (можливо очільником протодержави), але дискусії стосовно цього точаться до тепер. Існування самостійної держави поручз володіннями Птолемеїв в часи їх розквіту дослідникам все ж видається сумнівним, найпевніше це було протодержавне утворення, що визнавало зверхність Єгипту.
У 168 році до н. е. скористався з поразки єгипетського царя Птолемея VI (панував над Палестиною і сусідніми регіонами в Аравії) від сирійського війська Антіоха IV Епіфана, що захопив більшу частину Єгипту, Арета повалив залежність Птолемеїв. При цьому міг визнати зверхність Селевкидів, яка ні до чого не зобов'язувала, оскільки Епіфан невдовзі залишив Єгипет і Палестину.
Саме на період Арети I припадає початок формування Набатейського царства, на що вплинуло сусідство елліністичних держав. Він вправно маневрував між Птолемеями і Селевкідами, користуючись початком в обох царствах внутрішньої боротьби за владу. З ним пов'язують події, описані в Другій книзі Макавеїв, де йдеться, що першосвященник Ясон втік з Єрусалима до набатейського царя Арети.
Помер близько 140 року до н. е., передавши владу синові Раббелю I.